# Landarztquote
Die sogenannte Landarztquote ist ein von verschiedenen deutschen Bundesländern eingeführtes Instrument, um perspektivisch dem Mangel von Hausärzten und Fachärzten in ländlichen Regionen („Landarzt“) zu begegnen. Dabei wird jährlich ein bestimmter Anteil von Studienplätzen losgelöst von der für ein Medizinstudium geltenden Zulassungsbeschränkung mit der vertraglichen Auflage vergeben, sich nach einem erfolgreich abgeschlossenen Studium als Allgemeinmediziner oder Facharzt im ländlichen Raum des betreffenden Bundeslandes niederzulassen oder in Anstellung zu gehen. Von dieser Auflage kann man sich später nur durch ein hohes, vertraglich geregeltes Entgelt befreien. Dieses entspricht annähernd den Ausbildungskosten.

## Hintergrund

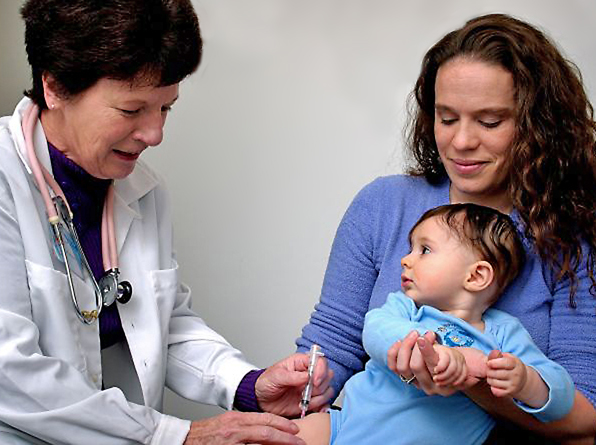
In der Sprechstunde einer Ärztin (Schutzimpfung eines Kleinkinds)

Die medizinische Versorgung ist in Deutschland im internationalen Vergleich gut, aber regional stark differenziert. Während das Bild des Landarztes in Romanen und Filmen romantisch verklärt ist, finden Ärzte nach Berufsaufgabe besonders in ländlichen Regionen häufig keine Nachfolge, junge Ärzte eröffnen lieber ein Praxis in größeren Städten oder gehen in Krankenhäusern in urbaner Umgebung in Stellung. Die Kassenärztliche Bundesvereinigung prognostiziert bis zum Jahr 2030, „dass die Nachfrage nach ärztlicher Versorgung bis zum Jahr 2030 moderat ansteigen, das ärztliche Angebot jedoch sinken wird. Besonders betroffen ist dabei die Gruppe der Hausärzte und der sogenannten fachärztlichen Grundversorger.“ Neben anderen Maßnahmen, wie teils erheblichen staatlichen Zuschüssen bei der Einrichtung einer Arztpraxis, soll die Landarztquote die Verbesserung der medizinischen Versorgung in Gebieten mit Ärztemangel (das sind nicht nur, aber vor allem ländliche Regionen) beitragen. Dieses Instrument beginnt wegen der Ausbildungsdauer aber erst mit einer Verzögerung von acht bis zehn Jahren zu wirken. Als erstes Bundesland führte Nordrhein-Westfalen eine solche Landarztquote ein, die im Dezember 2018 beschlossen und zum Wintersemester 2019/20 wirksam wurde. Inzwischen haben insgesamt 11 Bundesländer eine solche Regelung eingeführt.

## Landarztquoten in Deutschland

### Bayern
Hier ist die Landarztquote im Bayerisches Land- und Amtsarztgesetz (BayLArztG) vom 23. Dezember 2019 geregelt. Hiernach werden bis zu 8 Prozent aller an bayerischen Fakultäten pro Jahr zur Verfügung stehenden Medizinstudienplätze an entsprechende Landarzt-Bewerber sowie 1,8 Prozent an Bewerber für den öffentlichen Gesundheitsdienst vergeben. Die Vertragsstrafe beträgt 250.000 Euro.

### Baden-Württemberg
Rechtsgrundlage ist hier das Gesetz zur Unterstützung der Sicherstellung der hausärztlichen Versorgung in Bereichen des öffentlichen Bedarfs in Baden-Württemberg (Landarztgesetz Baden-Württemberg) vom 4. Februar 2021. Danach werden ab dem Wintersemester 2021/22 jährlich 75 Studienplätze der Humanmedizin nach der Landarztquote vergeben. Die Vertragsstrafe beträgt 250.000 Euro.

### Hessen
Etwa 8 Prozent der Medizin-Studienplätze in Hessen werden ab dem Wintersemester 2023/24 an Bewerber vergeben, die sich vorab für eine Tätigkeit als Landarzt oder im öffentlichen Gesundheitsdienst verpflichten. Sie ist geregelt im Gesetz zur Sicherung der hausärztlichen Versorgung und des Öffentlichen Gesundheitsdienstes in Hessen (GHVÖG) vom 3. Februar 2022.

### Nordrhein-Westfalen
Mit dem Gesetz zur Sicherstellung der hausärztlichen Versorgung in Bereichen besonderen öffentlichen Bedarfs des Landes Nordrhein-Westfalen (Landarztgesetz Nordrhein-Westfalen – LAG NRW) vom 18. Dezember 2018 führte NRW als erstes Bundesland eine Landarztquote ein. Etwa 8 Prozent der Medizinstudienplätze werden auf diese Weise vergeben, im ersten Jahr der Geltung waren das 364 Studienplätze.

### Mecklenburg-Vorpommern
Mit dem Gesetz zur Sicherstellung der hausärztlichen Versorgung in Bereichen mit besonderem öffentlichen Bedarf des Landes Mecklenburg-Vorpommern (Landarztgesetz Mecklenburg-Vorpommern – LAG M-V) vom 3. Februar 2020 wurde hier eine Landarztquote geschaffen. Ab dem Wintersemester 2021/22 fand die Landarztquote für die Zulassung an der Universität Greifswald und an der Universität Rostock Anwendung. Die Vertragsstrafe beträgt 250.000 Euro.

### Niedersachsen
Hier werden ab dem Wintersemester 2023/24 mindestens 60 Studienplätze an Bewerber vergeben, die einen Vertrag entsprechend der Landarztquote abschließen. Grundlage ist die Verordnung zur Übertragung von staatlichen Aufgaben auf die Kammern für die Heilberufe vom 8. Dezember 2000 in der geänderten Fassung von 2022.

### Rheinland-Pfalz
Grundlage der Landarztquote ist hier das Landesgesetz zur Sicherstellung der hausärztlichen Versorgung in ländlichen Regionen des Landes Rheinland-Pfalz vom 26. September 2019. Von 430 Medizinstudienplätzen in Rheinland-Pfalz sollen danach 7,8 Prozent in einem Verfahren außerhalb des Numerus clausus vergeben werden, und zwar 6,5 Prozent mit Landarztverpflichtung und 1,5 Prozent mit vertraglicher Zusage für den öffentlichen Gesundheitsdienst. Die Vertragsstrafe beträgt 250.000 Euro.

### Saarland
Das Gesetz zur Sicherstellung der hausärztlichen Versorgung in Bereichen besonderen öffentlichen Bedarfs des Saarlandes vom 13. Mai 2020 regelt hier die Landarztquote. Ab dem Wintersemester 2020/2021 werden insgesamt bis zu 7,8 Prozent der Studienplätze der Humanmedizin an der Universität des Saarlandes im Rahmen auf dieser Grundlage vergeben. Die Vertragsstrafe beträgt 250.000 Euro.

### Sachsen
Hier gilt das Gesetz zur Sicherstellung der ärztlichen Versorgung in ländlichen und anderen Bedarfsgebieten im Freistaat Sachsen (Sächsisches Landarztgesetz – SächsLArztG) vom 30. September 2021. Ab dem Wintersemester 2022/23 stehen an den Universitäten Leipzig und Dresden 6,5 Prozent der Studienplätze (40 Plätze) dafür zur Verfügung. Die Vertragsstrafe beträgt 250.000 Euro.

### Sachsen-Anhalt
Hier regelt das Gesetz zur Sicherstellung der haus- und amtsärztlichen Versorgung in Bereichen besonderen öffentlichen Bedarfs des Landes Sachsen-Anhalt (Land- und Amtsarztgesetz Sachsen-Anhalt – LAAG LSA) vom 29. Oktober 2019 die Landarztquote. Hier werden 5 Prozent der Medizinstudienplätze in Halle (Saale) und Magdeburg nach einem entsprechenden besonderen Verfahren vergeben.

### Thüringen
Ab dem Wintersemester 2024/25 sollen 10 Prozent der derzeit jährlich 300 Studienplätze an der Friedrich-Schiller-Universität Jena als Landarztquote vergeben werden. Die Vertragsstrafe beträgt 250.000 Euro.

## Reaktionen aus der Branche
Der medizinische Berufsverband Hartmannbund steht der Landarztquote skeptisch gegenüber. In einer Pressemitteilung von 2019 zitiert der Hartmannbund dessen NRW-Vorsitzende Anke Lesinski-Schiedat: „Wir können Abiturienten nicht ernsthaft bis zu ihrem vierzigsten Lebensjahr an eine wirtschaftlich und kulturell abgehängte Region binden wollen.“ Die Entscheidung für eine fachliche Spezialisierung werde in der Regel erst gegen Ende des Medizinstudiums und teilweise auch erst während der Weiterbildung getroffen. Johannes Stalter (Medizinischen Fakultät Oldenburg) wird dazu zitiert mit: „Hinzu kommt, dass die Gründung einer Familie in das Lebensalter von 20 bis 40 Jahren – also exakt in das Zeitfenster der Verpflichtung – fällt, die durch die persönliche Bindung stark beeinflusst würde.“
Hingegen begrüßen die Kassenärztlichen Vereinigungen grundsätzlich die Landarztquote. „Sie ist ein weiterer Baustein, um den Hausärztemangel in Niedersachsen zu beheben“, teilte beispielsweise die Kassenärztlichen Vereinigung Niedersachsens mit. Diese Quote sei allerdings kein Allheilmittel.